# Angel (gruppo musicale)
Gli Angel sono una band formata a Washington nel 1975, una delle band americane di hard rock più influenti degli anni 70.

## Storia

### Origini
Edwin Lionel Meadows, Gregg Giuffria e Mickey Jones dopo un primo progetto insieme, insieme a loro Barry Brandt e Frank Dimino che inizialmente aveva rifiutato l'invito, il quintetto scelse il titolo di Angel, ispirati da un brano omonimo di Jimi Hendrix.
Gordon Fletcher, giornalista e scrittore per il Rolling Stone ed il Creem Magazine frequentava il club dove il gruppo si esibiva abitualmente, il Bogie's, ed iniziò ad interessarsi alla band egli invitò il bassista/cantante dei Kiss Gene Simmons ad assistere ad una loro esibizione che desiderò che firmassero per lo stesso management della sua band.

### Il successo
A Los Angeles, pubblicarono il loro debutto, l'omonimo Angel nel mese di ottobre 1975, prodotto da Derek Lawrence e Big Jim Sullivan Nel 1976 gli Angel diedero il via ai tour, utilizzando vesti bianche, il loro marchio personale, presente nella copertina del secondo album, Helluva Band.
Nel 1977 suonarono in Giappone e successivamente Mickey Jones, che fece causa alla band, venne sostituito da Frederick "Felix" Robinson, il loro terzo album fu On Earth as It Is in Heaven, pubblicato con il logo ideato da Bob Petrick, che permetteva la lettura della scritta anche se girata al contrario Nell'album era presente il brano White Lightning, una reinterpretazione dei BUX.
Prima della realizzazione del quarto album, venne pubblicato come singolo il brano Winter Song, che riuscì a guadagnare un successo durante il periodo natalizio del 1977 riadattato nel titolo The Christmas Song più adatto alle radio.
Nel gennaio del 1978 seguì quindi White Hot al cui interno era presente la reinterpretazione dei The Rascals Ain't Gonna Eat Out My Heart Anymore l'album del gruppo dalle maggiori vendite.
Il gruppo partecipò al film A donne con gli amici (titolo originale Foxes), interpretato da Jodie Foster, Scott Baio (noto per il ruolo in Happy Days) e la ex cantante delle Runaways Cherie Currie ma molte delle scene in cui dovevano apparire vennero tagliate in sede di montaggio. L'attore inglese Adam Faith recitava la parte del loro manager.
I brani 20th Century Foxes e l'inedito Virginia vennero inclusi nella colonna sonora.
Nel 1978, iniziarono le riprese di un film su loro stessi: Angel Live At Midnight, progetto poi accantonato e distribuito anni dopo senza successo.. Fra i nuovi brani proposti L.A. Lady, Bad Time e Wild And Hot, il loro quinto album si intitolava Bad Publicity ma ne fu vietata la distribuzione dallo stesso presidente della Casablanca Neil Bogart, decise quindi di cambiare il titolo in Sinful e le copie precedentemente distribuite vennero distrutte.

### Il declino
Nel 1980 Neil Bogart vendette la Casablanca alla PolyGram Records. Secondo gli accordi stipulati nel contratto, gli Angel avrebbero dovuto realizzare ancora un album.
Invece di registrare un altro disco in studio, il quintetto decise di pubblicare un vecchio concerto live registrato nel 1978 in doppio vinile. Live Without a Net, includeva due show registrati rispettivamente a Long Beach e a Los Angeles in cui vi era 20th Century Foxes. Abbandonarono il loro vecchio look nel 1980 al The 1980 Rock Marathon, un tour assieme ai Mahogany Rush, Humble Pie, i Russia e i Mother's Finest. Composero You're So Cold, alcuni componenti del gruppo decisero di lasciare la band per dedicarsi ad altri progetti, i nuovi sostituti furono Rudy Sarzo e Dennis "Fergie" Frederiksen poi sostituito a sua volta da Ricky Phillips.
Composero Whips (titolo di risposta a Punky's Whips di Frank Zappa dove Punky Meadows veniva insultato), Trouble Shooter e Lonely Teardrops Gli Angel si sciolsero nel 1981.

### I ritorni
Nel 1985 Dimino, Meadows e Brandt si riunirono mentre Greg Giuffria rifiutò l'invito, al suo posto venne scelto l'ex membro dei White Sister Garri Brandon dopo alcune demo prima si sciolsero..
Dimino e Raymond continuarono la loro collaborazione nel progetto denominato Paul Raymond Project. Nel 1989 venne pubblicata una raccolta degli Angel intitolata Can You Feel It. Nel 1992, dopo la nuova distribuzione dei dischi degli Angel in Giappone, negli USA venne prima pubblicata la raccolta An Anthology e poi la serie di dischi completi, con la copertina originale di Bad Publicity.
Nel 1999 il sesto album degli Angel, In The Beginning fu registrato da Dimino, Brandt, Meadows e Robinson. I membri cambiarono in continuazione, si videro i contributi di David Lee Roth, Brett Tuggle ed il chitarrista Richie Marcello, il tastierista Gordon G.G. Gebert, il bassista Randy Gregg, Steve Dionne, Steve Blaze (ex membro dei Lillian Axe). Nel 2001 parteciparono al Sweden Rock Festival, giunse Michael T. Ross, già membro degli Hardline, nel novembre 2003.
Il bassista originale Mickey Jones morì il 6 settembre 2009.

## Formazione

### Formazione attuale
- Frank Dimino - voce (1975-81, 1985, 1998-oggi)
- Steve Blaze - chitarra (1999-oggi)
- Randy Gregg - basso (1998-oggi)
- Barry Brandt - batteria (1975-81, 1985, 1999-oggi)
- Michael T. Ross - tastiere (2003-oggi)

### Ex componenti
- Mickey Jones - basso (1975-77) (R.I.P.)
- Felix Robinson - basso (1977-81)
- Gregg Giuffria - tastiere (1975-81)
- Punky Meadows - chitarra (1975-81, 1985)
- Rudy Sarzo - basso (1981)
- Ricky Phillips - basso (1981)
- Dennis "Fergie" Frederiksen - voce (1981)
- Garri Brandon - tastiere (1985)
- Paul Raymond - chitarra (1985)
- Marc Normand - basso (1985)
- Gordon Gebert - tastiere (1999-02)

## Discografia

### Album in studio
- 1975 - Angel
- 1976 - Helluva Band
- 1977 - On Earth as It Is in Heaven
- 1978 - White Hot
- 1979 - Sinful
- 1999 - In the Beginning
- 2019 - Risen
- 2023 - Once Upon a Time

### Live
- 1980 - Live Without a Net

### Raccolte
- 1989 - Can You Feel It
- 1992 - An Anthology
- 2000 - The Collection
- 2006 - Angel/Helluva Band
- 2006 - Angel: The Singles Collection Volume 1
- 2006 - Angel: The Singles Collection Volume 2
- 2009 - On Earth as It Is in Heaven/White Hot